# Charlie Mulgrew
Charles Patrick „Charlie“ Mulgrew (* 6. März 1986 in Glasgow) ist ein schottischer Fußballspieler. Der bei Celtic Glasgow ausgebildete Linksverteidiger, der auch im Offensivbereich als Flügelspieler eingesetzt werden kann, stand zuletzt bei Dundee United unter Vertrag.

## Sportlicher Werdegang
Charlie Mulgrew wurde in seiner Geburtsstadt Glasgow bei Celtic ausgebildet und erhielt dort im Juli 2002 seinen ersten Profivertrag. Um langsam an die Profimannschaft herangeführt zu werden, entschied sich die Vereinsführung zu einer Ausleihe an den Erstligakonkurrenten Dundee United, wo Mulgrew in den verbleibenden Spielen der Saison 2005/06 Spielpraxis sammeln sollte. Mit insgesamt 14 Pflichtspieleinsätzen und zwei Toren war diese kurze Zeit im Tannadice Park durchaus erfolgreich und im Februar 2006 erhielt der Teenager die Auszeichnung zum besten Jungprofi des Monats. Hoffnungen auf eine Beförderung bei Celtic erfüllten sich jedoch nicht und ohne eine einzige Partie für die „Bhoys“ absolviert zu haben, wechselte er am 23. August 2006 nach England zu den Wolverhampton Wanderers; bei dem Transfer diente er als „Tauschobjekt“, da Celtic im Gegenzug den erfahrenen linken Abwehrspieler Lee Naylor erhielt und zusätzlich 300.000 Pfund zahlte.
Am 10. September 2006 gab Mulgrew beim 1:0-Auswärtssieg gegen Leeds United ein erfolgreiches Debüt, hatte aber in der Folgezeit mit zahlreichen Verletzungen zu kämpfen, die seine Einsatzmöglichkeit deutlich einschränkten. Dadurch verpasste er auch einen möglichen Einstand in der schottischen A-Nationalmannschaft, auf den der bereits in zahlreichen schottischen Jugendauswahlen bewährte Mulgrew zwischenzeitlich zugesteuert war. Nach seinem Comeback im Klub zu Beginn der Saison 2007/08 kehrte das Verletzungspech ein weiteres Mal zurück; er erholte sich jedoch vor Jahresende wieder und verdiente sich vor allem in den schottischen U-21-Auswahl gute Noten. Gegen Ende Januar 2008 liehen ihn die „Wolves“ an den Drittligisten Southend United aus und Mulgrew half dort mit, dass der Klub die Play-off-Spiele zum Aufstieg in die zweitklassige Football League Championship erreichte – dort aber bereits im Halbfinale an Carlisle United scheiterte.
Pläne für einen Wechsel zu Swindon Town lehnte Mulgrew im Juli 2008 ab; stattdessen zog es ihn in seine schottische Heimat zurück, wo er beim FC Aberdeen einen Zweijahresvertrag unterzeichnete. In seinem zweiten Ligaeinsatz schoss er dort am 16. August 2008 per Freistoß sein erstes Tor, das dem Verein gleichzeitig einen 1:0-Auswärtssieg beim FC Motherwell bescherte. Auf Anhieb war Mulgrew dort Stammspieler und er kam mit insgesamt 34 Meisterschaftsspielen auf die hinter Scott Severin zweitmeisten Einsätze eines Feldspielers bei den „Dons“.
Im Juli 2010 kehrte Mulgrew zu Celtic zurück, dessen sportliche Leitung zwischenzeitlich Neil Lennon übernommen hatte. Mit Celtic gewann Mulgrew in den folgenden Jahren fünfmal die Schottische Meisterschaft, zweimal den Pokal und einmal den Ligapokal. Nach sechs Jahren bei Celtic wechselte er im August 2016 zu den Blackburn Rovers.
Am 20. Februar 2012 debütierte er bei einem 1:1 im Länderspiel in Slowenien für die schottische Nationalmannschaft.

## Erfolge
- Schottischer Ligapokal (1): 2015
- Schottischer Pokalsieger (2): 2011, 2013
- Schottischer Meister (5): 2012, 2013, 2014, 2015, 2016